# خورخه مولینا ویدال
خورخه مولینا ویدال (انگلیسی: Jorge Molina Vidal؛ زادهٔ ۲۲ آوریل ۱۹۸۲) بازیکن فوتبال اهل اسپانیا است.
وی در حال حاضر برای باشگاه فوتبال ختافه بازی می‌کند. از باشگاه‌هایی که در آن بازی کرده‌است می‌توان به باشگاه فوتبال الچه و باشگاه فوتبال رئال بتیس اشاره کرد.